# Grid girl

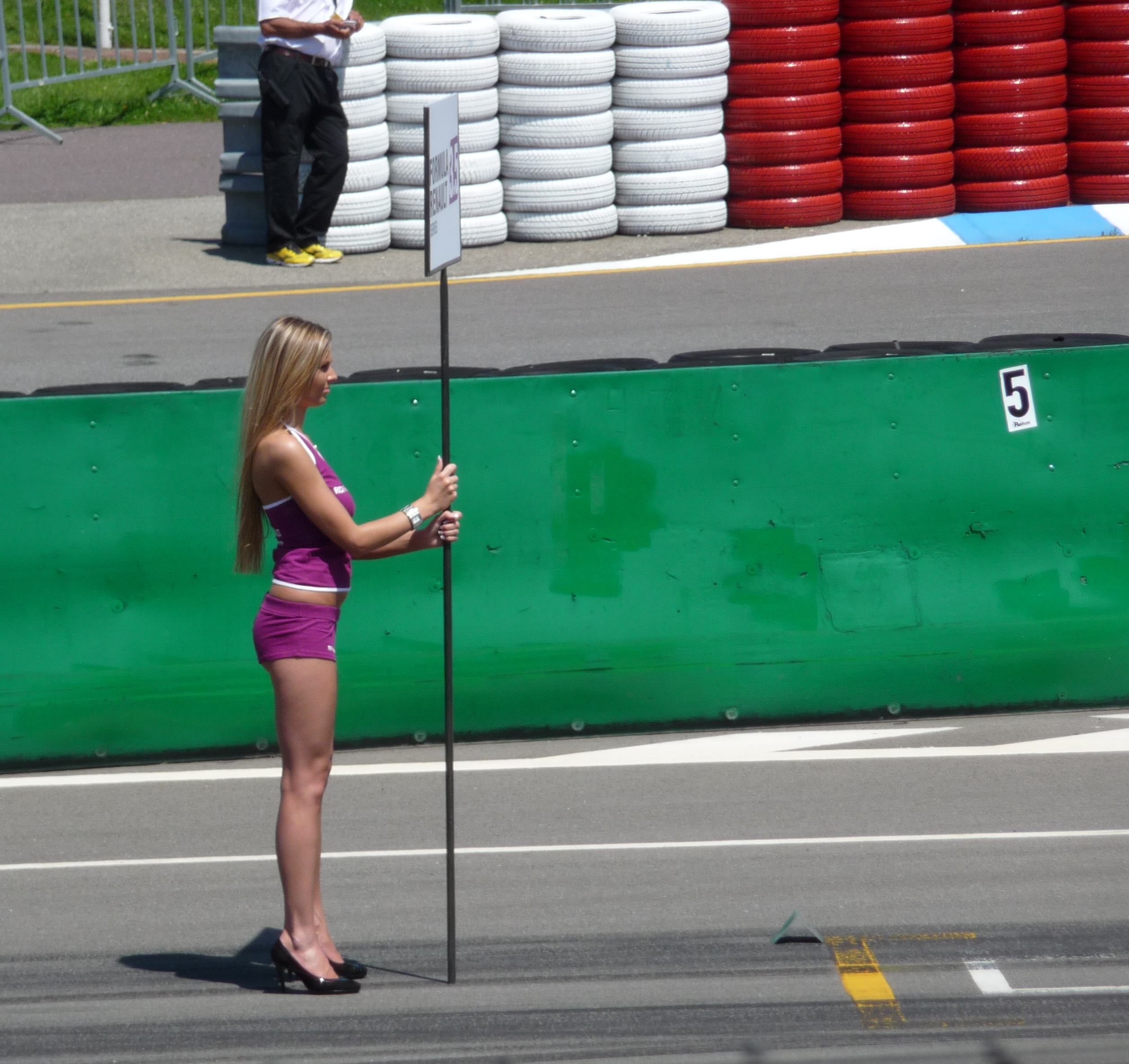
En grid girl under Formula Renault 3.5 Series på Masaryk Circuit 2010.

Grid girls, paddock girls, pitbabes eller umbrella girls, kallas de kvinnor som står på startgriden inom racing och roadracing. Deras uppgift är att hålla upp skyltar, och ibland även paraplyer, med förarnas namn och nummer på vid förarnas startpositioner. De är ofta modeller och är ganska unga, mellan arton och trettio år. Kläderna brukar vara lätta, korta och tajta med mästerskapets eller tävlingens sponsorers logotyper på. Grid girls är dels till för att dra till sig uppmärksamhet, göra reklam och visa publiken var de olika förarna är placerade på griden, men även att hålla paraplyer ovanför förarna innan start, när det är varmt. Grid girls brukar även finnas med under prisutdelningarna på podiet.

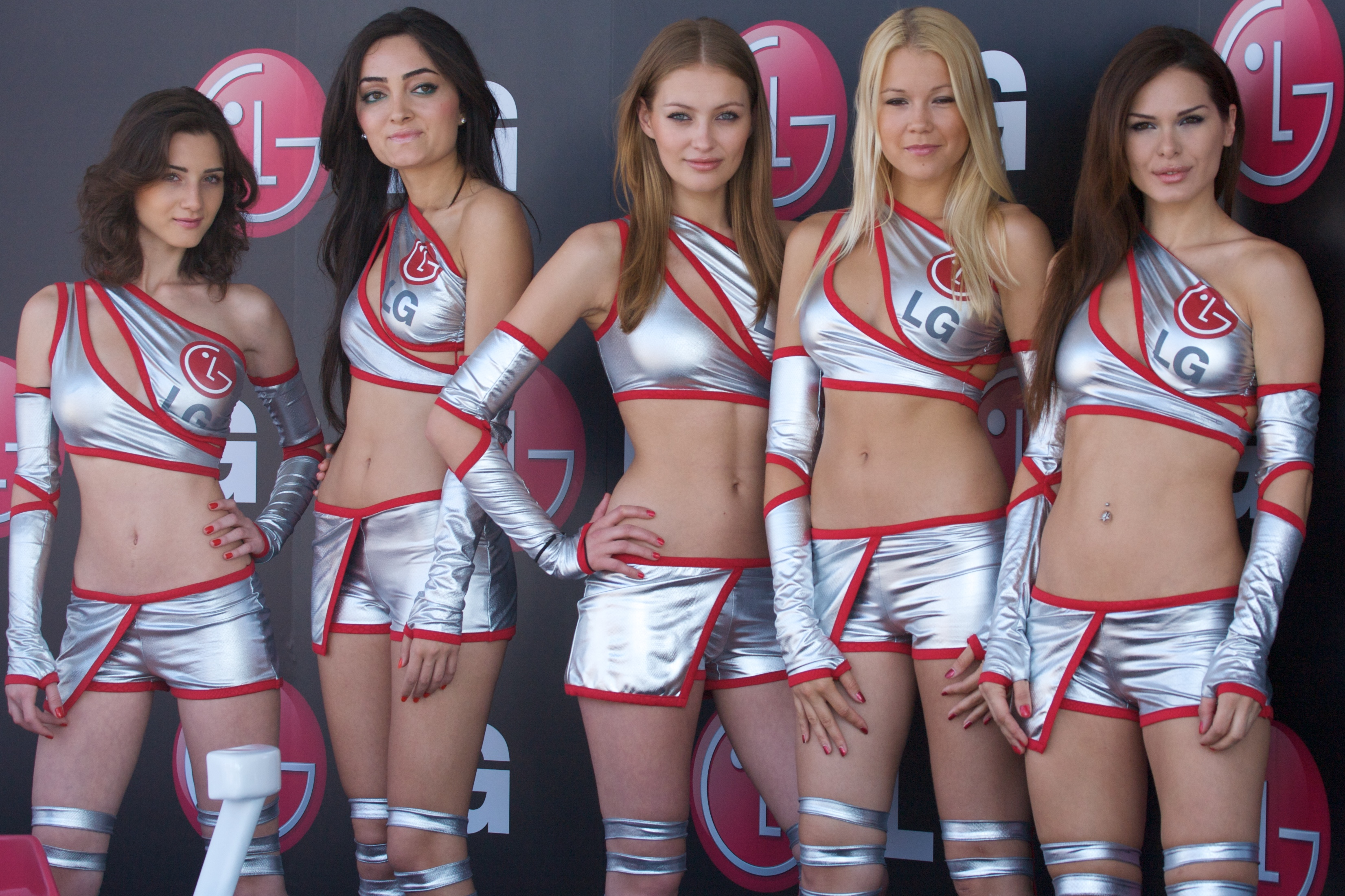
Uppvisning av grid girls inför Turkiets Grand Prix 2009.